# مياه صافية وجبال خضراء

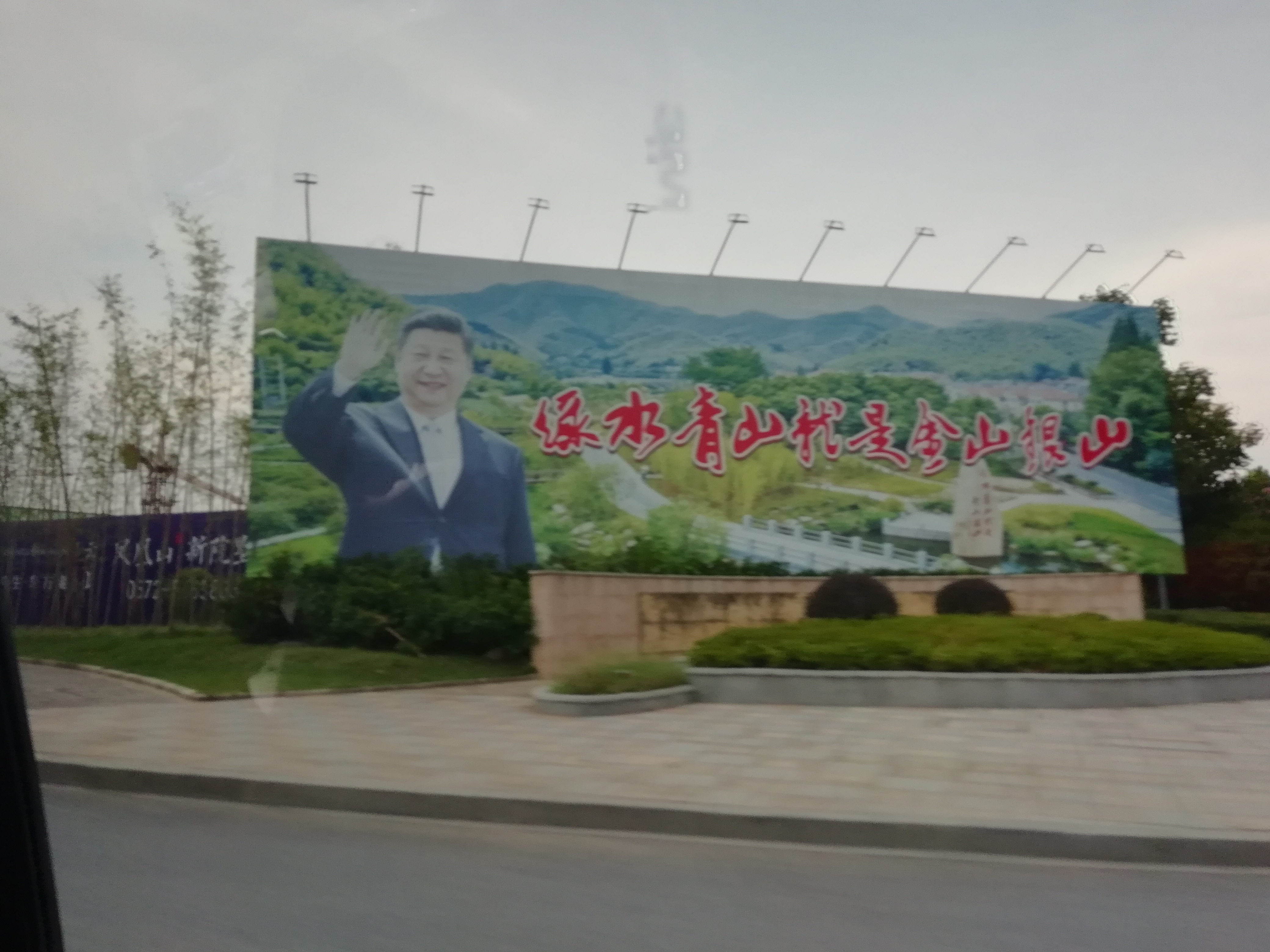
مياه صافية وجبال خضراء والتي لها نفس قيمة الجبال الذهبية والفضية، تظهر على لوحة إعلانات في مقاطعة أنجي الصينية.

مياه صافية وجبال خضراء بدلاً من ذلك الجبال الخضراء عبارة عن جبال ذهبية أو نظرية جبلين تشير إلى شعار سياسي حول السياسة البيئية صاغه الأمين العام للحزب الشيوعي الصيني شي جين بينغ. الشعار الكامل هو "المياه الصافية والجبال الخضراء لا تقل قيمة عن الجبال الذهبية والفضية.

## التاريخ والاستخدام
ذكر شي جين بينغ الشعار لأول مرة في أغسطس 2005 أثناء قيامه بجولة في جيجيانغ بصفته سكرتير لجنة الحزب.
بعد صعود شي عام 2012 كأمين عام للحزب الشيوعي الصيني (الزعيم الأعلى)، تم استدعاء الشعار في سياقات مختلفة محليًا ودوليًا من قبل المسؤولين الصينيين، مكملاً التركيز الحالي على تحقيق الحضارة البيئية. تم التركيز عليه بشكل أكبر في وسائل الإعلام الحكومية الصينية بداية من عام 2015، بعد أن بدأ شي في التركيز أكثر على القضايا البيئية. كان الشعار موضوع سؤال مقال قصير في بكين لـ جاوكاو 2018، مما أثار نقاشًا حول مدى ملاءمة مثل هذا الموضوع السياسي الواضح في الاختبار.

## النظرية
تؤكد مجلة بكين ريفيو التي يديرها الحزب الشيوعي الصيني أن الشعار «يعكس نهجًا محوره الناس لرفاهية الناس، وهو نهج يؤكد على أهمية الانسجام بين الإنسان والطبيعة، ويجسد العزم الثابت للحزب والحكومة على الحفاظ على وحماية البيئة الطبيعية».
تشير عبارة «المياه الصافية والجبال الخضراء» إلى ما لاحظه شي على أنه مراحل من التنمية الاقتصادية فيما يتعلق بالبيئة. في المرحلة الأولى التصنيع الأولي، لا يتم إيلاء اهتمام كبير للبيئة، والتي يتم التضحية بها في السعي لتحقيق النمو الاقتصادي. مع زيادة وعي الناس بأهمية البيئة فإنهم يطالبون بالحفاظ عليها وحمايتها في المرحلة الثانية. أخيرًا يدرك المجتمع أن «المياه الصافية والجبال الخضراء» و«الجبال الذهبية والفضية» لا يستبعد أحدهما الآخر، وفي الواقع يمكن للأولى أن تمنح الأخيرة.